# Neubrand (Brand)
Neubrand ist eine dorfähnliche Siedlung auf der Gemarkung Brand im oberpfälzischen Landkreis Tirschenreuth.

## Geografie
Die Siedlung liegt im Südwesten des Fichtelgebirges und östlich des 622 Meter hohen Fuhrberges sowie südöstlich des Fuhrbaches, der ein linker Zufluss der Fichtelnaab ist. Neubrand ist ein Ortsteil der Gemeinde Brand und grenzt direkt an deren Gemeindesitz an.

## Geschichte
Die Bayerische Uraufnahme zeigt das Ortsgebiet der heutigen Siedlung noch als gänzlich unbebautes Terrain, das nur von der Straße Kemnath-Nagel durchquert wird. Seit dem bayerischen Gemeindeedikt von 1818 gehört das Gebiet der Siedlung zur politischen Gemeinde Brand, die nunmehr aus sieben Orten besteht. Im amtlichen Ortsverzeichnis für Bayern wird der Ort zum ersten Mal im Jahr 1952 erwähnt, dies zunächst unter dem Namen „Neu-Brand“. Erst mehr als ein Jahrzehnt später wird er 1964 mit dem heute gültigen Ortsnamen „Neubrand“ aufgeführt.
| Jahr          | 001950 | 001961 | 001970 | 001987 |
| Einwohnerzahl | 93     | 110    | 141    | 126    |